# Edgar Endress
Edgar Endress (* 1970 in Osorno, Chile) ist ein chilenischer Künstler, dessen Werke international ausgestellt werden, unter anderem in verschiedenen Institutionen in Deutschland. Er lebt in Washington, D.C.

## Leben und Werk
Edgar Endress begann 1989 mit dem Studium der Ökonomie an der Technischen Universität Metropolitana, (Universidad Tecnologica Metropolitana), Santiago de Chile. 1994 wechselte er zur Visuellen Kommunikation am Institut für Kunst und Kommunikation (ACROS), was er 1998 mit dem Bachelor of Arts abschloss. Gefördert durch ein Fellowship der Syracuse University, New York, studierte er dort ab 1999 als Meisterschüler und errang 2001 den Titel Master of Fine Arts, (MFA).
In den 1990er Jahren war Endress mehrfach beteiligt an der Kunstbiennale für Video und Elektronische Kunst in Santiago, bei der er verschiedene Auszeichnungen erhielt. Weitere Stipendien folgten, so etwa 2001 ein Stipendium der Grand Marnier Foundation am Lincoln Center, New York. 2002 erhielt er ein Artist-in-Residence-Stipendium der C.I.C.V. Herimoncourt Stiftung Frankreich. 2003 wurde er von der Fondart, Santiago ausgezeichnet. 2003 war er Lehrbeauftragter am Mercer County Community College. Im folgenden Jahr betätigte er sich als Artist in Residence an der Akademie Schloss Solitude in Stuttgart, an der er durch ein Fellowship gefördert wurde und 2005 als Koordinator der Akademie ein Symposium organisierte. 2005 war er Gastprofessor an der George Mason University.
In seinem Werk beschäftigt sich Endress vornehmlich mit den Themen Flucht und Immigration. Sowohl in seinen Filmen als auch auf malerischer und zeichnerischer Ebene entwickelt er unterschiedliche Perspektiven und setzt diese spielerisch um.
Seine Werke sind unter anderem zu sehen im Museo de Arte Moderno de Buenos Aires, Museum of Fine Arts Boston, Museo National Centro de Arte Reina Sofia, Madrid.

## Ausstellungen (Auswahl)
- 2016: Badischer Kunstverein, Karlsruhe „We Refugees – Of the Right to Have Rights“
- 2015: 4th Ghetto Biennale, Port-Au-Prince
- 2015: Württembergischer Kunstverein, Stuttgart „Die Bestie und der Souverän“[4]
- 2015: Gallery of Tuzla, Tuzla The International Portrait
- 2015: Museu d’Art Contemporani der Barcelona „La Bestia Y EI Soberano“
- 2011: Kreeger Museum Washington, DC „In Unison: 20 Washington, DC Artists“
- 2008: The Center of Contemporary Art, Tel-Aviv „Videozone 4“
- 2008: Museu de Arte Latinoamericano de Buenos Aires „Contemporano 22. Discoursos narrativos“
- 2005: Museo de Arte Contemporaneo, Santiago de Chile, „La 7, Bienal de Video y Nuevos Medios de Santiago“
- 2003: Ifa Galerie (Institut für Auslandsbeziehungen), Stuttgart „Visa or the Prevention of Travelling“